# Modern Talking/Diskografie
Diese Diskografie ist eine Übersicht über die musikalischen Werke des deutschen Popduos Modern Talking. Den Quellenangaben zufolge verkaufte es bisher mehr als 120 Millionen Tonträger, davon über sechs Millionen in ihrer Heimat, womit sie zu den Interpreten mit den meisten verkauften Tonträgern des Landes zählen. Ihre erfolgreichste Veröffentlichung ist die Debütsingle You’re My Heart, You’re My Soul mit über acht Millionen verkauften Einheiten.
Bei dieser Diskografie ist zu berücksichtigen, dass diese sich nur auf offizielle Tonträger beschränkt. Neben den offiziellen, größtenteils weltweit veröffentlichten Tonträgern, erschienen auch diverse regionale Veröffentlichungen, vor allem Kompilationen. Tonträger, die nur regional und nicht durch die offiziellen Musiklabels erschienen, wurden nur berücksichtigt, wenn diese Chartplatzierungen oder Verkäufe nachweisen können und somit zum kommerziellen Erfolg des Duos beitrugen.

## Alben

### Studioalben
| Jahr | Titel Musiklabel                                    | Höchstplatzierung, Gesamtwochen/‑monate, AuszeichnungChartplatzierungen (Jahr, Titel, Musiklabel, Platzierungen, Wochen/Monate, Auszeichnungen, Anmerkungen) | Höchstplatzierung, Gesamtwochen/‑monate, AuszeichnungChartplatzierungen (Jahr, Titel, Musiklabel, Platzierungen, Wochen/Monate, Auszeichnungen, Anmerkungen) | Höchstplatzierung, Gesamtwochen/‑monate, AuszeichnungChartplatzierungen (Jahr, Titel, Musiklabel, Platzierungen, Wochen/Monate, Auszeichnungen, Anmerkungen) | Höchstplatzierung, Gesamtwochen/‑monate, AuszeichnungChartplatzierungen (Jahr, Titel, Musiklabel, Platzierungen, Wochen/Monate, Auszeichnungen, Anmerkungen) | Anmerkungen                                                  |
| Jahr | Titel Musiklabel                                    | DE | AT | CH | UK | Anmerkungen                                                  |
| ---- | --------------------------------------------------- | --- | --- | --- | --- | ------------------------------------------------------------ |
| 1985 | The 1st Album Hansa Records (Ariola)                | DE1 Platin · (42 Wo.)DE | AT2 Platin · (8 Mt.)AT | CH2 (32 Wo.)CH | — | Erstveröffentlichung: 1. April 1985 Verkäufe: + 650.000      |
| 1985 | Let’s Talk About Love Hansa Records (Ariola)        | DE2 Platin · (43 Wo.)DE | AT4 Platin · (6 Mt.)AT | CH1 (19 Wo.)CH | — | Erstveröffentlichung: 14. Oktober 1985 Verkäufe: + 610.000   |
| 1986 | Ready for Romance Hansa Records (Ariola)            | DE1 Platin · (26 Wo.)DE | AT1 Gold · (8 Mt.)AT | CH1 (18 Wo.)CH | UK76 (3 Wo.)UK | Erstveröffentlichung: 26. Mai 1986 Verkäufe: + 660.000       |
| 1986 | In the Middle of Nowhere Hansa Records (Ariola)     | DE1 Gold · (12 Wo.)DE | AT2 (3½ Mt.)AT | CH3 Platin · (10 Wo.)CH | — | Erstveröffentlichung: 10. November 1986 Verkäufe: + 410.000  |
| 1987 | Romantic Warriors Hansa Records (BMG Ariola)        | DE3 (11 Wo.)DE | AT6 (1½ Mt.)AT | CH8 Gold · (7 Wo.)CH | — | Erstveröffentlichung: 8. Juni 1987 Verkäufe: + 135.000       |
| 1987 | In the Garden of Venus Hansa Records (BMG Ariola)   | DE35 (5 Wo.)DE | — | — | — | Erstveröffentlichung: 30. November 1987 Verkäufe: + 50.000   |
| 1998 | Back for Good Hansa Records (BMG Ariola)            | DE1 ×5Fünffachgold · (53 Wo.)DE | AT1 (25 Wo.)AT | CH1 ×2Doppelplatin · (32 Wo.)CH | — | Erstveröffentlichung: 30. März 1998 Verkäufe: + 5.700.000    |
| 1999 | Alone Hansa Records (BMG Ariola)                    | DE1 Platin · (28 Wo.)DE | AT2 Gold · (21 Wo.)AT | CH3 Platin · (17 Wo.)CH | — | Erstveröffentlichung: 22. Februar 1999 Verkäufe: + 1.000.000 |
| 2000 | 2000: Year of the Dragon Hansa Records (BMG Ariola) | DE3 Platin · (18 Wo.)DE | AT5 (10 Wo.)AT | CH4 Gold · (12 Wo.)CH | — | Erstveröffentlichung: 28. Februar 2000 Verkäufe: + 425.000   |
| 2001 | America Hansa Records (BMG Ariola)                  | DE2 Gold · (15 Wo.)DE | AT7 (12 Wo.)AT | CH10 (11 Wo.)CH | — | Erstveröffentlichung: 19. März 2001 Verkäufe: + 150.000      |
| 2002 | Victory Hansa Records (BMG Ariola)                  | DE1 Gold · (15 Wo.)DE | AT7 (11 Wo.)AT | CH14 (7 Wo.)CH | — | Erstveröffentlichung: 18. März 2002 Verkäufe: + 150.000      |
| 2003 | Universe Hansa Records (BMG Ariola)                 | DE2 Gold · (12 Wo.)DE | AT10 (7 Wo.)AT | CH25 (5 Wo.)CH | — | Erstveröffentlichung: 31. März 2003 Verkäufe: + 110.000      |

### Kompilationen
| Jahr | Titel Musiklabel                                                                    | Höchstplatzierung, Gesamtwochen, AuszeichnungChartplatzierungen (Jahr, Titel, Musiklabel, Platzierungen, Wochen, Auszeichnungen, Anmerkungen) | Höchstplatzierung, Gesamtwochen, AuszeichnungChartplatzierungen (Jahr, Titel, Musiklabel, Platzierungen, Wochen, Auszeichnungen, Anmerkungen) | Höchstplatzierung, Gesamtwochen, AuszeichnungChartplatzierungen (Jahr, Titel, Musiklabel, Platzierungen, Wochen, Auszeichnungen, Anmerkungen) | Höchstplatzierung, Gesamtwochen, AuszeichnungChartplatzierungen (Jahr, Titel, Musiklabel, Platzierungen, Wochen, Auszeichnungen, Anmerkungen) | Anmerkungen                                             |
| Jahr | Titel Musiklabel                                                                    | DE | AT | CH | UK | Anmerkungen                                             |
| ---- | ----------------------------------------------------------------------------------- | --- | --- | --- | --- | ------------------------------------------------------- |
| 1988 | Best of Modern Talking Dino Music (BMG Ariola)                                      | DE16 (9 Wo.)DE | — | — | — | Erstveröffentlichung: August 1988                       |
| 1991 | The Collection auch bekannt als: You Can Win If You Want Hansa Records (BMG Ariola) | — | — | — | — | Erstveröffentlichung: 1. Juli 1991 Verkäufe: + 60.000   |
| 2002 | We Still Have Dreams Hansa Records (BMG Ariola)                                     | — | — | — | — | Erstveröffentlichung: 2. September 2002                 |
| 2003 | The Final Album – The Ultimate Best of Hansa Records (BMG Ariola)                   | DE3 Gold · (11 Wo.)DE | AT39 (5 Wo.)AT | CH53 (4 Wo.)CH | — | Erstveröffentlichung: 23. Juni 2003 Verkäufe: + 120.000 |
| 2010 | 25 Years of Disco-Pop Sony Music (Sony)                                             | DE16 (6 Wo.)DE | AT10 (5 Wo.)AT | — | — | Erstveröffentlichung: 22. Januar 2010                   |
| 2011 | The Very Best Of Nitron Music (Sony)                                                | — | — | — | — | Erstveröffentlichung: 1. Juli 2011 Verkäufe: + 10.000   |
| 2014 | 30 Sony Music (Sony)                                                                | DE12 (13 Wo.)DE | AT58 (2 Wo.)AT | CH49 (2 Wo.)CH | — | Erstveröffentlichung: 3. Oktober 2014                   |
| 2016 | Die erfolgreichsten Hits Sony Music (Sony)                                          | — | — | — | — | Erstveröffentlichung: 2. Dezember 2016                  |

### Remixalben
| Jahr | Titel Musiklabel                                   | Anmerkungen                            |
| ---- | -------------------------------------------------- | -------------------------------------- |
| 1988 | Greatest Hits Mix Hansa Records (BMG Ariola)       | Erstveröffentlichung: 1988             |
| 2007 | Remix Album Hansa Records (Sony BMG)               | Erstveröffentlichung: 12. Oktober 2007 |
| 2011 | Der Hit-Mix Sony Music (Sony)                      | Erstveröffentlichung: 27. Mai 2011     |
| 2017 | Back for Gold – The New Versions Sony Music (Sony) | Erstveröffentlichung: 19. Mai 2017     |

### EPs
| Jahr | Titel Musiklabel                                | Anmerkungen                                   |
| ---- | ----------------------------------------------- | --------------------------------------------- |
| 1988 | Special Dance Version Hansa Records (Hanseatic) | Erstveröffentlichung: 1988 Verkäufe: + 20.000 |

## Singles

Label von You’re My Heart, You’re My Soul.

| Jahr | Titel Album                                             | Höchstplatzierung, Gesamtwochen/‑monate, AuszeichnungChartplatzierungen (Jahr, Titel, Album, Platzierungen, Wochen/Monate, Auszeichnungen, Anmerkungen) | Höchstplatzierung, Gesamtwochen/‑monate, AuszeichnungChartplatzierungen (Jahr, Titel, Album, Platzierungen, Wochen/Monate, Auszeichnungen, Anmerkungen) | Höchstplatzierung, Gesamtwochen/‑monate, AuszeichnungChartplatzierungen (Jahr, Titel, Album, Platzierungen, Wochen/Monate, Auszeichnungen, Anmerkungen) | Höchstplatzierung, Gesamtwochen/‑monate, AuszeichnungChartplatzierungen (Jahr, Titel, Album, Platzierungen, Wochen/Monate, Auszeichnungen, Anmerkungen) | Anmerkungen                                                                     |
| Jahr | Titel Album                                             | DE | AT | CH | UK | Anmerkungen                                                                     |
| ---- | ------------------------------------------------------- | --- | --- | --- | --- | ------------------------------------------------------------------------------- |
| 1984 | You’re My Heart, You’re My Soul The 1st Album           | DE1 Gold · (25 Wo.)DE | AT1 (5 Mt.)AT | CH1 (22 Wo.)CH | UK56 (13 Wo.)UK | Erstveröffentlichung: 24. September 1984 Verkäufe: + 8.000.000                  |
| 1985 | You Can Win If You Want The 1st Album                   | DE1 Gold · (21 Wo.)DE | AT1 (4½ Mt.)AT | CH2 (14 Wo.)CH | UK70 (4 Wo.)UK | Erstveröffentlichung: 13. März 1985 Verkäufe: + 750.000                         |
| 1985 | Cheri, Cheri Lady Let’s Talk About Love                 | DE1 Gold · (22 Wo.)DE | AT1 (4 Mt.)AT | CH1 (18 Wo.)CH | UK— SilberUK | Erstveröffentlichung: 2. September 1985 Verkäufe: + 825.000                     |
| 1986 | Brother Louie Ready for Romance                         | DE1 (17 Wo.)DE | AT2 (3 Mt.)AT | CH2 (12 Wo.)CH | UK4 Silber · (10 Wo.)UK | Erstveröffentlichung: 27. Januar 1986 Verkäufe: + 680.000                       |
| 1986 | Atlantis Is Calling (S.O.S. for Love) Ready for Romance | DE1 (14 Wo.)DE | AT2 (3½ Mt.)AT | CH3 (10 Wo.)CH | UK55 (4 Wo.)UK | Erstveröffentlichung: 28. April 1986 Verkäufe: + 100.000                        |
| 1986 | Geronimo’s Cadillac In the Middle of Nowhere            | DE3 (11 Wo.)DE | AT3 (3½ Mt.)AT | CH6 (7 Wo.)CH | — | Erstveröffentlichung: 6. Oktober 1986                                           |
| 1986 | Give Me Peace on Earth In the Middle of Nowhere         | DE29 (7 Wo.)DE | AT28 (½ Mt.)AT | — | — | Erstveröffentlichung: 11. November 1986                                         |
| 1987 | Jet Airliner Romantic Warriors                          | DE7 (11 Wo.)DE | AT10 (2½ Mt.)AT | CH12 (6 Wo.)CH | — | Erstveröffentlichung: 18. Mai 1987                                              |
| 1987 | In 100 Years … In the Garden of Venus                   | DE30 (5 Wo.)DE | — | — | — | Erstveröffentlichung: 9. November 1987                                          |
| 1998 | You’re My Heart, You’re My Soul ’98 Back for Good       | DE2 Platin · (20 Wo.)DE | AT2 (13 Wo.)AT | CH4 (25 Wo.)CH | — | Erstveröffentlichung: 16. März 1998 Verkäufe: + 805.000; feat. Eric Singleton   |
| 1998 | Brother Louie ’98 Back for Good                         | DE16 (11 Wo.)DE | AT17 (10 Wo.)AT | CH21 (9 Wo.)CH | — | Erstveröffentlichung: 20. Juli 1998 Verkäufe: + 250.000; feat. Eric Singleton   |
| 1998 | We Take the Chance / Space Mix Back for Good            | — | — | — | — | Erstveröffentlichung: 23. November 1998                                         |
| 1999 | You Are Not Alone Alone                                 | DE7 Gold · (15 Wo.)DE | AT5 (14 Wo.)AT | CH12 (13 Wo.)CH | — | Erstveröffentlichung: 1. Februar 1999 Verkäufe: + 250.000; feat. Eric Singleton |
| 1999 | Sexy Sexy Lover Alone                                   | DE15 (9 Wo.)DE | AT27 (7 Wo.)AT | CH35 (2 Wo.)CH | — | Erstveröffentlichung: 17. Mai 1999 feat. Eric Singleton                         |
| 2000 | China in Her Eyes Year of the Dragon                    | DE8 (9 Wo.)DE | AT22 (7 Wo.)AT | CH20 (11 Wo.)CH | — | Erstveröffentlichung: 31. Januar 2000 feat. Eric Singleton                      |
| 2000 | Don’t Take Away My Heart Year of the Dragon             | DE41 (5 Wo.)DE | — | — | — | Erstveröffentlichung: 2. Mai 2000 feat. Eric Singleton                          |
| 2001 | Win the Race America                                    | DE5 (13 Wo.)DE | AT14 (13 Wo.)AT | CH31 (10 Wo.)CH | — | Erstveröffentlichung: 26. Februar 2001                                          |
| 2001 | Last Exit to Brooklyn America                           | DE37 (5 Wo.)DE | AT44 (5 Wo.)AT | CH94 (1 Wo.)CH | — | Erstveröffentlichung: 7. Mai 2001 feat. Eric Singleton                          |
| 2002 | Ready for the Victory Victory                           | DE7 (11 Wo.)DE | AT20 (12 Wo.)AT | CH62 (6 Wo.)CH | — | Erstveröffentlichung: 18. Februar 2002                                          |
| 2002 | Juliet Victory                                          | DE25 (8 Wo.)DE | AT42 (5 Wo.)AT | CH83 (1 Wo.)CH | — | Erstveröffentlichung: 29. April 2002                                            |
| 2003 | TV Makes the Superstar Universe                         | DE2 (12 Wo.)DE | AT15 (11 Wo.)AT | CH55 (7 Wo.)CH | — | Erstveröffentlichung: 3. März 2003                                              |

## Videoalben und Musikvideos

### Videoalben
| Jahr | Titel Musiklabel                                              | Höchstplatzierung, Gesamtwochen, AuszeichnungChartplatzierungen (Jahr, Titel, Musiklabel, Platzierungen, Wochen, Auszeichnungen, Anmerkungen) | Höchstplatzierung, Gesamtwochen, AuszeichnungChartplatzierungen (Jahr, Titel, Musiklabel, Platzierungen, Wochen, Auszeichnungen, Anmerkungen) | Höchstplatzierung, Gesamtwochen, AuszeichnungChartplatzierungen (Jahr, Titel, Musiklabel, Platzierungen, Wochen, Auszeichnungen, Anmerkungen) | Höchstplatzierung, Gesamtwochen, AuszeichnungChartplatzierungen (Jahr, Titel, Musiklabel, Platzierungen, Wochen, Auszeichnungen, Anmerkungen) | Anmerkungen                                               |
| Jahr | Titel Musiklabel                                              | DE | AT | CH | UK | Anmerkungen                                               |
| ---- | ------------------------------------------------------------- | --- | --- | --- | --- | --------------------------------------------------------- |
| 1986 | The Video WEA Records (WMG)                                   | — | — | — | — | Erstveröffentlichung: 4. Dezember 1986                    |
| 2003 | The Final Album – The Ultimate DVD Hansa Records (BMG Ariola) | DE*DE | — | CH*CH | — | Erstveröffentlichung: 23. Juni 2003 * siehe Kompilation   |
| 2014 | 30 Sony Music (Sony)                                          | DE*DE | AT4 (2 Wo.)AT | — | — | Erstveröffentlichung: 3. Oktober 2014 * siehe Kompilation |

### Musikvideos
| Jahr | Titel                                 | Regie                            |
| ---- | ------------------------------------- | -------------------------------- |
| 1985 | You’re My Heart, You’re My Soul       | Michael Leckebusch               |
| 1985 | You Can Win If You Want               | Michael Bentele                  |
| 1985 | Cheri, Cheri Lady                     | Volker Hannwacker                |
| 1986 | Brother Louie                         | Pit Weyrich                      |
| 1986 | Atlantis Is Calling (S.O.S. for Love) | Rudi Dolezal, Hannes Rossacher   |
| 1986 | Geronimo’s Cadillac                   | Michael Bentele                  |
| 1986 | Give Me Peace on Earth                |                                  |
| 1987 | Jet Airliner                          |                                  |
| 1987 | In 100 Years …                        |                                  |
| 1998 | You’re My Heart, You’re My Soul ’98   | Johannes Grebert, Daniel Lwowski |
| 1998 | Brother Louie ’98                     | Johannes Grebert, Daniel Lwowski |
| 1999 | You Are Not Alone                     | Markus Walter                    |
| 1999 | Sexy Sexy Lover                       | Robert Bröllochs                 |
| 2000 | China in Her Eyes                     | Robert Bröllochs                 |
| 2000 | Don’t Take Away My Heart              | Robert Bröllochs                 |
| 2001 | Win the Race                          |                                  |
| 2001 | Last Exit to Brooklyn                 | Robert Bröllochs                 |
| 2002 | Ready for the Victory                 | Robert Bröllochs                 |
| 2002 | Juliet                                | Robert Bröllochs                 |
| 2003 | TV Makes the Superstar                | Robert Bröllochs                 |

## Promoveröffentlichungen
| Jahr | Titel Album                                        | Anmerkungen                                                      |
| ---- | -------------------------------------------------- | ---------------------------------------------------------------- |
| 1986 | There’s Too Much Blue in Missing You The 1st Album | Erstveröffentlichung: Januar 1986 Veröffentlichung in Australien |
| 1986 | You’re the Lady of My Heart Let’s Talk About Love  | Erstveröffentlichung: 1986 Veröffentlichung in Südafrika         |
| 1986 | Keep Love Alive Ready for Romance                  | Erstveröffentlichung: 1986 Veröffentlichung in Portugal          |
| 1987 | Lonely Tears in Chinatown In the Middle of Nowhere | Erstveröffentlichung: 1987 Veröffentlichung in Spanien           |
| 1987 | Don’t Worry Romantic Warriors                      | Erstveröffentlichung: 1987 Veröffentlichung in Spanien           |
| 1987 | It’s Christmas In the Garden of Venus              | Erstveröffentlichung: 1987 Veröffentlichung in Dänemark          |
| 1988 | Locomotion Tango In the Garden of Venus            | Erstveröffentlichung: 1988 Veröffentlichung in Dänemark          |
| 1998 | I Will Follow You Back for Good                    | Erstveröffentlichung: 1998 Veröffentlichung in Thailand          |
| 1999 | Don’t Let Me Down Alone                            | Erstveröffentlichung: 1999 Veröffentlichung in Thailand          |

## Sonderveröffentlichungen
| Jahr | Titel Musiklabel                              | Anmerkungen                                                   |
| ---- | --------------------------------------------- | ------------------------------------------------------------- |
| 1985 | You’re My Heart, You’re My Soul Amiga (Amiga) | Erstveröffentlichung: 1985 Veröffentlichung in der DDR        |
| 1986 | Let’s Talk About Love Amiga (Amiga)           | Erstveröffentlichung: Januar 1986 Veröffentlichung in der DDR |

## Statistik

### Chartauswertung
|                     | DE     | AT     | CH     | UK    |
| ------------------- | ------ | ------ | ------ | ----- |
| Nummer-eins-Alben   | DE6DE  | AT2AT  | CH3CH  | UK—UK |
| Top-10-Alben        | DE12DE | AT12AT | CH9CH  | UK—UK |
| Alben in den Charts | DE16DE | AT14AT | CH13CH | UK1UK |

|                       | DE     | AT     | CH     | UK    |
| --------------------- | ------ | ------ | ------ | ----- |
| Nummer-eins-Singles   | DE5DE  | AT3AT  | CH2CH  | UK—UK |
| Top-10-Singles        | DE13DE | AT9AT  | CH7CH  | UK1UK |
| Singles in den Charts | DE20DE | AT18AT | CH17CH | UK4UK |

|                          | DE    | AT    | CH    | UK    |
| ------------------------ | ----- | ----- | ----- | ----- |
| Nummer-eins-Videoalben   | DE—DE | AT—AT | CH—CH | UK—UK |
| Top-10-Videoalben        | DE—DE | AT1AT | CH—CH | UK—UK |
| Videoalben in den Charts | DE—DE | AT1AT | CH—CH | UK—UK |

### Auszeichnungen für Musikverkäufe
| Silberne Schallplatte - Frankreich - 1985: für die Single Cheri, Cheri Lady - 1986: für die Single Brother Louie Goldene Schallplatte - Belgien - 1986: für die Single Brother Louie - 1986: für die Single Atlantis Is Calling (S. O. S. for Love) - 1986: für das Album Ready for Romance - 1998: für die Single You’re My Heart, You’re My Soul ’98 - Dänemark - 2024: für die Single Cheri, Cheri Lady - Finnland - 1999: für das Album Alone - Frankreich - 1985: für die Single You’re My Heart, You’re My Soul - 1985: für die Single You Can Win If You Want - 1998: für die Single Brother Louie ’98 - 1998: für die Single You’re My Heart, You’re My Soul ’98 - Hongkong - 1988: für das Album In the Middle of Nowhere - 1988: für das Album Let’s Talk About Love - 1988: für das Album Ready for Romance - 1988: für das Album Romantic Warriors - Italien - 2024: für die Single Cheri, Cheri Lady - 2024: für die Single Brother Louie - Niederlande - 1999: für das Album Back for Good - Polen - 1986: für das Album The 1st Album - 2018: für das Album The Very Best of - Russland - 2003: für das Album Universe - Spanien - 1987: für das Album The 1st Album - 1987: für das Album Let’s Talk About Love - 1987: für das Album In the Garden of Venus - 1999: für das Album Alone - 2024: für die Single Brother Louie - 2025: für die Single Cheri, Cheri Lady | Platin-Schallplatte - Belgien - 1998: für das Album Back for Good - Europa - 1999: für das Album Alone - Finnland - 1998: für das Album Back for Good - Frankreich - 1998: für das Album Back for Good - Hongkong - 1988: für das Album Special Dance Version - Lettland - 1998: für das Album Back for Good - Polen - 2000: für das Album Alone - Russland - 2003: für das Album The Final Album – The Ultimate Best of - Schweden - 1998: für die Single You’re My Heart, You’re My Soul ’98 - 1999: für das Album Alone - Spanien - 1987: für das Album In the Middle of Nowhere - 1987: für das Album Ready for Romance - 1987: für das Album Romantic Warriors - 1998: für das Album Back for Good | 2× Platin-Schallplatte - Schweden - 1998: für das Album Back for Good 3× Platin-Schallplatte - Europa - 1999: für das Album Back for Good - Polen - 2024: für das Album You Can Win If You Want |

Anmerkung: Auszeichnungen in Ländern aus den Charttabellen bzw. Chartboxen sind in ebendiesen zu finden.
| Land/RegionAuszeichnungen für Musikverkäufe (Land/Region, Auszeichnungen, Verkäufe, Quellen) | Silber     | Gold       | Platin       | Verkäufe    | Quellen                                                      |
| -------------------------------------------------------------------------------------------- | ---------- | ---------- | ------------ | ----------- | ------------------------------------------------------------ |
| Belgien (BRMA)                                                                               | —          | 4× Gold4   | Platin1      | 300.000     | ultratop.be                                                  |
| Dänemark (IFPI)                                                                              | —          | Gold1      | —            | 45.000      | ifpi.dk                                                      |
| Deutschland (BVMI)                                                                           | —          | 10× Gold10 | 8× Platin8   | 6.050.000   | musikindustrie.de                                            |
| Europa (IFPI)                                                                                | —          | —          | 4× Platin4   | (4.000.000) | ifpi.org                                                     |
| Finnland (IFPI)                                                                              | —          | Gold1      | Platin1      | 110.024     | ifpi.fi                                                      |
| Frankreich (SNEP)                                                                            | 2× Silber2 | 4× Gold4   | Platin1      | 2.300.000   | infodisc.fr                                                  |
| Hongkong (IFPI/HKRIA)                                                                        | —          | 4× Gold4   | Platin1      | 60.000      | ifpihk.org                                                   |
| Italien (FIMI)                                                                               | —          | 2× Gold2   | —            | 100.000     | fimi.it                                                      |
| Lettland (LaMPA)                                                                             | —          | —          | Platin1      | 8.000       | Einzelnachweise                                              |
| Niederlande (NVPI)                                                                           | —          | Gold1      | —            | 50.000      | nvpi.nl                                                      |
| Österreich (IFPI)                                                                            | —          | 2× Gold2   | 2× Platin2   | 150.000     | ifpi.at                                                      |
| Polen (ZPAV)                                                                                 | —          | 2× Gold2   | 4× Platin4   | 220.000     | olis.pl                                                      |
| Russland (NFPF)                                                                              | —          | Gold1      | Platin1      | 130.000     | 2m-online.ru (Memento vom 24. Juli 2011 im Internet Archive) |
| Schweden (IFPI)                                                                              | —          | —          | 4× Platin4   | 270.000     | sverigetopplistan.se ifpi.se                                 |
| Schweiz (IFPI)                                                                               | —          | 2× Gold2   | 4× Platin4   | 250.000     | hitparade.ch                                                 |
| Spanien (Promusicae)                                                                         | —          | 6× Gold6   | 4× Platin4   | 660.000     | elportaldemusica.es ES2                                      |
| Vereinigtes Königreich (BPI)                                                                 | 2× Silber2 | —          | —            | 450.000     | bpi.co.uk                                                    |
| Insgesamt                                                                                    | 4× Silber4 | 40× Gold40 | 36× Platin36 |             |                                                              |